# Municipio de Alborn
El municipio de Alborn (en inglés: Alborn Township) es un municipio ubicado en el condado de St. Louis en el estado estadounidense de Minnesota. En el año 2010 tenía una población de 460 habitantes y una densidad poblacional de 5,05 personas por km².

## Geografía
El municipio de Alborn se encuentra ubicado en las coordenadas 47°0′1″N 92°36′9″O / 47.00028, -92.60250. Según la Oficina del Censo de los Estados Unidos, el municipio tiene una superficie total de 91.13 km², de la cual 89,4 km² corresponden a tierra firme y (1,9 %) 1,73 km² es agua.

## Demografía
Según el censo de 2010, había 460 personas residiendo en el municipio de Alborn. La densidad de población era de 5,05 hab./km². De los 460 habitantes, el municipio de Alborn estaba compuesto por el 89,13 % blancos, el 4,57 % eran amerindios, el 0,22 % eran asiáticos, el 2,17 % eran isleños del Pacífico y el 3,91 % eran de una mezcla de razas. Del total de la población el 0,43 % eran hispanos o latinos de cualquier raza.